# CAV Energie
Christelijke Atletiek Vereniging Energie C.A.V. Energie is een Nederlandse atletiekvereniging uit Barendrecht. De vereniging is aangesloten bij de Atletiekunie en ligt in atletiekregio 9, Rijnmond.

## Geschiedenis
C.A.V. Energie is opgericht op 14 juli 1964 in Barendrecht door de heer Leendert van der Jagt, voorzitter van de Barendrechtse gymnastiekvereniging, sportpromotor en journalist van weekblad De Schakel. Het originele tenue was een wit shirt en broekje, met een zwart trainingspak. Door de leden werd het logo van C.A.V. Energie ontworpen, de bliksemschicht.
De eerste jaren was geen atletiekbaan aanwezig, daarom werd getraind op een uithoek van sportpark Ziedewij in Barendrecht en in de winter werd de indoortraining gehouden in het verenigingsgebouw van de Hervormde Gemeente.
Op 18 november 1976 werd een eigen clubhuis en sintelbaan in gebruik genomen. In 1994 werd deze baan vervangen door een zes-laans kunststofbaan met twee extra sprintbanen. De opening van deze baan vond plaats op 27 augustus 1994.
Naast atletiek werd in de jaren negentig een aparte triatlonafdeling opgericht. Meervoudig Nederlands kampioen triatlon Bert Flier is een van de bekendste triatleten van deze afdeling.
In 2006 werd binnen de vereniging een apart running team opgericht voor het begeleiden van talentvolle, jonge middellangeafstandsatleten, het Energie Running Team. Een aantal atleten uit dit team traint in de nationale selectie op Papendal.
Ook op het gebied van ultralopen in Nederland staan atleten van C.A.V. Energie hoog in de ranglijsten. Ultraloopster Carola Schot is Nederlands recordhoudster op de zesuursloop.
In 2014 is gestart met het aanbieden van aangepast sporten. Dit resulteerde direct in deelname van atlete Nienke Timmer aan de Europese kampioenschappen Gehandicapten in Swansea 2014.
In november 2015 vond de oplevering plaats van een 2e clubgebouw. Hiermee zijn een uitgebreid krachthonk, een multi-functionele ruimte en een groot materiaalhok beschikbaar voor wedstrijdmaterialen.
De kunststof baan werd in de zomer van 2016 geheel gerenoveerd en voorzien van een nieuwe toplaag.

## Tenue
Het huidige tenue bestaat uit een shirt bovenkant rood, onderkant zwart, gescheiden door een witte horizontale, verspringende strook, uitlopend in punten, waarop aan de rechter voorkant het logo en de naam van C.A.V. Energie en aan de achterzijde ‘Energie Barendrecht’ staan. Het short is volledig zwart.

## Accommodatie
De accommodatie van Atletiekvereniging C.A.V. Energie is gelegen op sportpark ‘de Bongerd’ te Barendrecht. De kunststof atletiekbaan is zes-baans met twee extra sprintbanen en een steeplebak.
Binnen de baan bevinden zich:
- 2 hoogspringinstallaties
- 1 polsstokhooginstallatie
- 5 verspringbakken, waarvan twee ook gebruikt kunnen worden voor hink-stap-springen
- 2 kogelstootbakken
- 2 discus-/kogelslingerringen
- 2 speerwerpaanlopen

Het clubgebouw bestaat uit een ruime kantine, een dames- en herenkleedkamer met douches en toilet, een vergaderkamer, dames- en herentoiletten en een materiaalhok. Verdeeld over de accommodatie is er een wedstrijdsecretariaat en een elektronisch tijdwaarnemingshuisje.
In een apart gebouw zijn een krachthonk, een multifunctionele ruimte en materiaal opslag gevestigd.

## Bekende atleten
- Carola Schot - Nederlandse ultraloopster
- Andy Roodenburg - Ultraloper en Nederlands kampioen 24 uur
- Bert Flier - Tweevoudig Nederlands kampioen triatlon op de lange afstand
- Aad Vink - Meer dan 200 marathons gefinisht, waarvan 62 keer binnen 3 uur. Clubrecord 8:21.46 op 100 km. Winschoten 3 september 1994
- Paul Kruithof - Clubrecord 2:25.30 op marathon. Rotterdam 20 april 1997

## Jaarlijkse wedstrijden

### Baan
- Flexwedstrijd.
- Energie MiLa Trackmeeting (middellange afstand)
- Clubkampioenschappen (outdoor, indoor en cross)
- Open Zuid Hollandse kampioenschappen voor pupillen

### Wegwedstrijden
- Oude Maasloop, atletiekunie wedstrijd en prestatieloop over 10 km, deels langs de Oude Maas.
- Molenweiloop, 5 km en 10 km, eind augustus in Heerjansdam.
- Kerstloop, atletiekunie wedstrijd en prestatieloop over 10 Engelse mijl naar Rijsoord en prestatielopen over 5 en 10 km